# Brachyllus laosensis
Brachyllus laosensis är en skalbaggsart som beskrevs av Keith 2007. Brachyllus laosensis ingår i släktet Brachyllus och familjen Melolonthidae. Inga underarter finns listade.